# Григорьев, Евгений Александрович (сценарист)
Евгений Александрович Григо́рьев (1934—2000) — советский и российский сценарист. Заслуженный деятель искусств РСФСР (1982). Лауреат Государственной премии СССР (1986).

## Биография
Родился 28 декабря 1934 года в Грозном. Окончив школу, работал на стройке. В 1954—1958 годах учился в МГЭИ. В 1963 году окончил сценарный факультет ВГИКа (мастерская К. Виноградова и А. Соловьёва), в 1968 году — Высшие режиссёрские курсы (мастерская Л. Трауберга, М. Хуциева). Дипломная работа — сценарий фильма «Наш дом».
В 1967—1968 годах работал в отделе цветного телевидения главной редакции ЦТ, в 1971—1972 годах руководитель сценарной мастерской киностудии «Беларусьфильм», в 1974—1975 годах руководитель экспериментальной группы молодых кинодраматургов Центральной сценарной студии Госкино СССР при ВКСР. В 1976—1982 годах вёл во ВГИКе мастерскую кинодраматургии. В 1987 — 1991 годах — главный редактор альманаха «Киносценарии».
Умер 6 августа 2000 года. Похоронен в Москве на Хованском кладбище, рядом с родителями.

## Фильмография
- 1965 — Наш дом
- 1967 — Три дня Виктора Чернышёва
- 1972 — Горячий снег (совместно с Ю. В. Бондаревым и Г. Г. Егиазаровым)
- 1973 — Своя земля (по повести Фёдора Абрамова)
- 1974 — Романс о влюблённых
- 1978 — В профиль и анфас (новеллы «Большая любовь Н. П. Чередниченко» и «Берега»)
- 1979 — Иванцов, Петров, Сидоров (совместно с О. А. Никич-Криличевским)
- 1980 — Серебряные озёра
- 1981 — Затишье (совместно с О. А. Никич-Криличевским)
- 1982 — Печники (совместно с О. А. Никич-Криличевским)
- 1983 — Отцы и дети (совместно с О. А. Никич-Криличевским)
- 1983 - Жил-был Пётр
- 1984 — Отряд
- 1986 — Первый парень; Знак беды (оба совместно с О. А. Никич-Криличевским)
- 1988 — Благородный разбойник Владимир Дубровский (совместно с О. А. Никич-Криличевским); Наш бронепоезд; Отцы
- 1992 — Кооператив «Политбюро», или Будет долгим прощание (совместно с Р. А. Беляковой)
- 1995 — Пионерка Мэри Пикфорд (совместно с Н. Г. Аллахвердовой)
- 1996 — Птицы без гнёзд
- 2002 — Звезда (совместно с А. Э. Бородянскими Н. И. Лебедевым)

## Награды и премии
- заслуженный деятель искусств РСФСР (1982)
- Государственная премия РСФСР имени М. Горького (1975) — за сценарий фильма «Горячий снег» (1973)
- Золотая медаль имени А. П. Довженко (1973) — за сценарий фильма «Горячий снег» (1973)
- Государственная премия СССР (1986) — за сценарий фильма «Отцы и дети» (1983)
- Государственная премия Российской Федерации (2003 — посмертно) — за сценарий фильма «Звезда» (2002)
- приз Нкф белорусских фильмов в Бресте (1997) — за сценарий фильма «Птицы без гнёзд»